# Kusogonka
Kusogonka (Bolbopsittacus lunulatus) – gatunek małego ptaka z rodziny papug wschodnich (Psittaculidae). Jest endemitem na Filipinach.
Systematyka
Kusogonka została pierwszy raz opisana jako Psittacus lunulatus przez tyrolskiego naturalistę Giovanni Antonio Scopoliego w 1786. To monotyp wewnątrz rodzaju Bolbopsittacus, blisko spokrewniony z papugami Agapornis i Loriculus. Wyróżniane są cztery podgatunki.
Podgatunki
B. l. lunulatus – podgatunek nominatywny – występuje na wyspie Luzon. Ptaki z wysp Leyte i Panaon są ciemniejsze, z bardziej charakterystycznym niebieskim kołnierzem i purpurowo zabarwioną głową, klasyfikuje się je jako podgatunek intermedius. Osobniki z wyspy Mindanao mają zieleńsze policzki, zalicza się je do podgatunku mindanensis. Natomiast do czwartego podgatunku – callainipictus, zamieszkującego wyspę Samar, należą ptaki bardzo podobne do tych z wyspy Leyte, jednak o nieco bardziej żółtym ubarwieniu.
Morfologia
Kusogonka mierzy około 15 cm długości i waży 65–70 g. Jest niewielką, lecz dość grubą papugą z dużym dziobem i krótkim ogonem. Płcie różnią się upierzeniem. Dorosły samiec jest prawie całkowicie zielony powyżej, natomiast dolne części ciała są bardziej żółtawe. Głowa i skrzydła są ubarwione na jasnoniebiesko. Kuper żółto-zielony. Dziób szaroniebieski, z ciemniejszym zakończeniem. Oczy są ciemnobrązowe. Dorosła samica również jest zielonkawa, ma jednak mniej niebieską głowę. Na karku i kuprze widoczne są czarne oznaczenia w kształcie półksiężyca. Jej dziób jest bladoszary.
Ekologia i zachowanie
Siedliskiem tych ptaków są nizinne lasy i obszary przyległe. Żywią się przeważnie owocami. Zachowania rozrodcze, ptaków pozostających na wolności, pozostawały do niedawna nieznane, lecz opierając się na niedawnych obserwacjach można stwierdzić, że kusogonki gniazdują w zrobionych przez nie dziurach, w gniazdach nadrzewnych mrówek lub termitów. W niewoli składa 3–4 jaja.
Status
Międzynarodowa Unia Ochrony Przyrody (IUCN) uznaje kusogonkę za gatunek najmniejszej troski (LC – least concern) nieprzerwanie od 1988 roku. Liczebność populacji nie została oszacowana; w 1997 roku gatunek opisywany był jako dość pospolity. Trend liczebności populacji uznaje się za stabilny.